# Prokop (opat)
Prokop (opat) OPraem. byl římskokatolický kněz, premonstrátský kanovník a v letech 1483–1494 opat kanonie v Zábrdovicích.
Opatem v Zábrdovicích byl jedenáct let. Během této doby se věnoval mj. hospodářskému rozvoji kláštera po husitských a česko-uherských válkách. Zasazoval se o založení vinic na klášterních pozemcích v okolí Brna, mj. v Černých Polích a Židenicích, ale také v Šaraticích a Kloboukách. Tuto výsadu šenkovat víno v brněnském okolí si nechal opat Prokop potvrdit od krále Vladislava II. v roce 1493 (podruhé toho dosáhl opat Ondřej I. v roce 1514).